# Apache Isis
Apache Isis — фреймворк для швидкої розробки проблемно-орієнтованих застосунків на мові Java. Apache Isis дає можливість визначити бізнес-логіку у вигляді сутностей, предметних сервісів і репозиторіїв, на підставі яких каркас динамічно згенерує готове уявлення предметної моделі у формі web-додатки або RESTful API.
Проєкт включений в інкубатор Apache у вересні 2010, перший випуск вийшов у грудні 2012 після включення Isis в число первинних проєктів Apache.

## Виноски
1. ↑  Release 1.17.0 — 2019.
2. ↑  Apache Isis 1.0.0 (Core, 4 components, 1 archetype) Released. Архів оригіналу за 18 січня 2013. Процитовано 26 грудня 2012.